# Martin Ruf (Schriftsteller)
Martin Ruf (* 1960 in Freiburg im Breisgau) ist ein deutscher Schriftsteller und literarischer Übersetzer.

## Leben
Martin Ruf ist als Übersetzer zahlreicher Werke der englischsprachigen Unterhaltungs- und Spannungsliteratur hervorgetreten. Daneben schreibt er erzählende Werke, Essays und Gedichte. 2001 wurde sein Roman Alexandras Augen beim Haffmans Verlag Zürich veröffentlicht. Verschiedene Kleinbühnen Süddeutschlands führten Theaterstücke von ihm auf. 
Ruf lebt in Emmendingen im Breisgau.

## Werke
- Alexandras Augen, Zürich 2000

## Übersetzungen
- Jane Alison: Der Liebeskünstler, München [u. a.] 2003
- Jeffrey Archer, Spiel der Zeit, München, 2015
- Jeffrey Archer, Das Vermächtnis des Vaters, München, 2015
- Jeffrey Archer, Erbe und Schicksal, München, 2016
- Jeffrey Archer, Im Schatten unserer Wünsche, München, 2016
- Jeffrey Archer, Die Wege der Macht, München, 2017
- John P. Birkelund: Gustav Stresemann, Hamburg 2003
- Dean Vincent Carter: Im Auge des Bösen, München 2006
- Paul Cleave: Der siebte Tod, München 2007
- Max Allan Collins: The scorpion king, München 2002
- Daniel Kalla: Blutlüge, München 2009
- Daniel Kalla: Immun, München 2007
- Daniel Kalla: Pandemie, München 2006
- Daniel Kalla: Rage – die Therapie, München 2008
- Jim Kokoris: An einem Tag wie diesem, München [u. a.] 2004
- David Lodge: Denkt, Zürich 2001
- David Lodge: Das Handwerk des Schreibens, Zürich 2001
- Max Phillips: Im Schatten des Vulkans, München 2005
- Scott Sigler: Infiziert, München 2008
- Scott Sigler: Virulent, München 2010
- Paullina Simons: Land der Lupinen, Rheda-Wiedenbrück [u. a.] 2007 (übersetzt zusammen mit Claire Roth und Jens Plassmann)

| Personendaten    | Personendaten                                         |
| ---------------- | ----------------------------------------------------- |
| NAME             | Ruf, Martin                                           |
| KURZBESCHREIBUNG | deutscher Schriftsteller und literarischer Übersetzer |
| GEBURTSDATUM     | 1960                                                  |
| GEBURTSORT       | Freiburg im Breisgau                                  |